# Goodenia stirlingi
Goodenia stirlingi är en tvåhjärtbladig växtart som beskrevs av Frederick Manson Bailey. Goodenia stirlingi ingår i släktet Goodenia och familjen Goodeniaceae. Inga underarter finns listade i Catalogue of Life.